# Antennablennius variopunctatus
Antennablennius variopunctatus is een  straalvinnige vissensoort uit de familie van naakte slijmvissen (Blenniidae). De wetenschappelijke naam van de soort is voor het eerst geldig gepubliceerd in 1898 door Jatzow & Lenz.